# مصطفى بن إبراهيم (شاعر)
مصطفى بن إبراهيم (ولد حوالي 1800 - بوجبهة بناحية سيدي بلعباس - توفي 1867) شاعر جزائري بارز سُمّيت لاسمه منطقة مصطفى بن إبراهيم الواقعة بولاية سيدي بلعباس.

## حياته
زاول مهنة أبيه كمعلّم قرآن ثم أصبح قاضيا بمسقط رأسه، وعيّنته الإدارة الفرنسية في منصب خليفة ثم قائدا على أولاد سليمان إلى أن احتل مكانا مرموقا بين بني عامر بأجمعهم. ولاه الكولونيل لاكريتال منصب القيادة على أولاد بالغ واستقر بينهم وتزوج فيهم، ثم هاجر إلى فاس في المغرب وعاش فيها ما يقارب 5 سنوات ولكنه بقي في اتصال دائم مع ذويه في سيدي بلعباس.
رجع إلى مسقط رأسه حيث ركن إلى الهدوء التام، والظاهر أن همومه وصلت إلى نهايتها من ضياع مكانته بين أهله واغترابه عن الوطن، لقي ربه سنة 1867 ودفن في بطاح المسيد (سيدي بلعباس) ما بين الأقباب ولم يوضع على قبره بنيان كما رغب في ذلك في إحدى قصائده. سجل مصطفى بن إبراهيم أهم الأحداث التي مرت بها حياته وأوردها في أبيات شعرية فانتقلت بين الناس حتى شاع ذكره بين القرى والبوادي وراح الشعراء يحذون حذوه فقد كان أول من صاغ لهم الخطوط الأولى للقصيدة البدوية.

## قصائده
من أشهر قصائده المتغنى بها من طرف الفنانين الجزائريين:
- يامنة (غناها أحمد وهبي وأعادها الشاب خالد على طريقتين: طريقته الخاصة وطريقة أحمد وهبي).
- سرج يا فارس اللطام (غناها أحمد وهبي وأعادها بلاوي الهواري بتوزيع آخر وغناها عبد القادر الخالدي *الحفيد* بإيقاع رايوي).
- قلبي تفكر لوطان والهالة (غناها خليفي أحمد وآخرون من الصحراء الكبرى).

قصائد أخرى:
- كتاب جاني من التل.
- قصيدة القمري.
- خلوني نبكي على سعدي.
- صبري وكي قلبي.
- عيطة ملاح يبكوني بالدمعة.

خذ الواد وسير بالدرجة في البطام تصيب جمع قباب
هذوك الصلاح مهاجة زور الروضة وانتشد لقطاب
قولهم مرسول بالحاجة من فاس انا جيت جبت الكتاب
من عند الي راه يتلاجا صفى إلى منفى بلا طلاب
كان يدير عراسكم فرجا ما نفوتوش عليه يالحباب
نحضر للوعدة ونزور أهل البرهان ونشرف مهاجة بانجالى

### «قلبي تفكر لوطان»
قلبي تفكر لوطان والهالة *** راني مهوّل مانيش في حالي
قلبي تخبّل بالوحش تخبالة *** وعلاه يا مرو غريب تلغى لي
نوبة نجالس شي ناس عقالة *** ونقول ذا لوّل خير من التالي
نوبة نتفكّر يا لمثالة *** ويثور جرح المحنة ويربى لي
و من بعد ما كنت عزيز في حالة *** ماني شي باخس بسومتي غالي
شاني مع الطلبة شعت بمسالة *** ونآمر الجن وعلاش يهوى لي
ولّيت قاضي عندي العدالة *** ونفكّ بين الشرّاع بفصالي
اعييت قايد بطبول زعالة *** والحكم يظلم ما درت بفعالي
اهلي وناسي في الشوم رجّآلة *** اشحال من فجّ هداوه خالي
اركاب م البعد يبان شعّآلة *** والقاط كمخة والسرج فيلالي
بارود يخرج م الجعب يتكالى *** شبان تنطح في الشوم بمشالي
قلبي تفكر لوطان *** الزهور وركوب الخيل
ارعيتي والفرسان *** خودات في حراج تميل
متحزمين للّفّان *** شبان يلغو بكحيل
إذا انتصب اليدان *** قلال وقصب تاويل
و تقاصر والإيوان *** وفرايج طول الليل
سبسي وكيف الدخان *** سهرات بضي القنديل
امشي نقار العديان *** ما فات الزهو قبيل
اخلي بلاصي ولا موالي *** ملكوه من لا يرضاو بقوالي
اعييت صابر وسفاني راحلة *** هسيت من وطني أيام وليالي
امحان قلبي كي جات متاصلة *** الوحش والحب فرقة رجالي
نوبات صاحي وايامي قايلة *** والضحك لحظ النوبات يحلى لي
لحباب ذا الشدة جاتني طايلة *** وشتا ينسّي ذا التل من بالي
نوبة مغيّم ودموعي سايلة *** السير في وذني والحزن طالي
غاب الحيا والميثاق *** من ناس جيلي لقشور
افناو ناس العشاق *** ومشاو ذوك الطيور
لوكان يرضو بتّفاق *** نهدّمو كم من صور
انقوم عسكر ونداق *** بسيوف وجعب والكور
نسعاو مال الطياق *** احرايم وعرب وقصور
عطوش بكور وسواق *** الزهو مولاه ينور
لحراج حمام فراق *** وكحيل يلغى بالجور
القاط كمخة وتماق *** العَوْد لظوة وشبور
حصراه وين التبلاق *** خيري تبدّل بشرور
بعد الحصن والقومان تتشالى *** شوّاش وخلفوات اعمالي
حصراه كنت بقومي وخيالة *** وفعلت كي نعج سويد بامحالي
خوذات بالعشق حنان هبالة *** بعطور وروايح مسك وغوالي
وطني سفيزف واهلي بني تالة *** الحكم في بلعبّاس يهوى لي
قهوة وكرسي والناس متقابلة *** والشراب بعد ما يمرارّ يحلالي
ولّيت عاشر شي ناس جهالة *** وقليل من يعرف لغوة قوالي
يهدو القرق ويلبسو النعالة *** والراس عريان تقول هُبالي
يريدني كيف قبيل بن لالة *** الخير مولاه يجود من تالي
قولو عللى صفى يا القوّآلة *** شوفوه كيف رخص بعدما غالي

### «سرج يا فارس اللطام»
سرج يا فارس اللطام ------------ للبهجة روح يا خليلي
شضف منّا بلا مقام ------------ للزهرة روح عيد رسلي
توصل مرخوفة الحزام ------------ في وهران ساكنة غزالي
لزرق شلواح للجام ------------ يتحومل صيد جاي فالي
قرصان البحر كان عام ------------ إذا سكنه الريح يجلي
يدوي من لظة القدام ------------ طبع القومان والمشالي
قبل الا ينفجى الظلام ------------ سرى منا وبات سالي
تشرب كيسان من المدام ----------- لغدا تلقى أنت رجالي
لخوتي عاود السلام ----------- بالقاسم والحبيب وعلي
إذا سالوك بالتمام ------------ مثل البشير والمحلي
سلّم على بن ليمام ------------ دحمان مجاوره الهلالي
قول لهم سربة الكرام ------------ راني مغبون يا ابطالي
منها ما طاب لي منام ------------ ساهر ونقسم الليالي
حالي ما نوصفه بحال ------------ وصفي ما نوصفه بصفة
كل ليلة تنزل المحال ------------ محنة تغدى وذيك تلفى
من وحش صفاوة الهلال ---------- مشتاق خيالها الهيفا
الحب يزيدني هبال ------------ العشق ولا عطاش عفة
سلبتني زينة الدلال ------------ الزهرة الحمراء الشفيفة
رمدية دورها كحال ------------ نعمان على الخدود ضفى
غشوة تضوي كالهلال ----------- ليلة عشرة كمال وفي
تاقوا بيناتنا جبال ----------- كودة وبلادها مخافة
من عقلي صرت كالخال --------- مسروق مودر التليفة
رسلت مرسول ذو اليام --------- جاب الحاجة وجاء توالي
من حين ان شفت ذا الغلام --------- فرفر ليه يا ملاح عقلي
نابيته ثم بالكلام ---------- منين أنت ترى انسب لي؟
واجبني قال لي: نعم --------- وانا تاصيلتي زمالي
في وهران ساكن الدوام ----------- يامس نمشي على رسلي
نلقى سربة من الريام ------------ في روضة موجوا قبالي
نعنيهم فرق من الحمام ----------- بين غرف في قصر عالي
فتحت وحدة على اللثام ---------- هجارة خدها يلالي
مرقت للصحو من الغيام --------- بمسايس نبلها يشالي
قالت لله يا شباب ---------- رجى لي نعيد سري
راني في الحزن والكراب -------- من الوحش اليوم ضاق موري
مروُا نرضاه راه غاب --------- توحشت انا حبيب عمري
هزمتني كحلة الهداب --------- وجه المحنة يبان واري
قلت لها خشم العقاب --------- نغدى غدوة الصبح بكري
لو طاح المطر والسحاب --------- والا مت انا دخلت قبري
قالت لي جيب لي كتاب ---------- والا صافي يجي شوري
قبل الا يرقب العلام ----------- سرجت على خيار خيلي
لزرق عندي الا حمام ------------ امه صحراء وأبوه تلي
في ليلة قسحة ظلام ------------ والرعود بروقها يشالي
شضفت وخفت من الملام -----------العشرة عندها وصولي
هديته لها بلا كلام ----------- مطلي بمسوك والغوالي
صافي ميلوع بالغرام ----------- صياغ التبر سوم غالي